# Roger Ruud
Roger Ruud, född 1 oktober 1958 i Hurdal i Akershus fylke, är en norsk tidigare backhoppare som representerade Lensbygda Sportsklubb. 

## Karriär
Roger Ruud debuterade internationellt i tysk-österrikiska backhopparveckan säsongen 1976/1977. I första deltävlingen, i Schattenbergschanze i Oberstdorf i Västtyskland 30 december 1976 blev Ruud nummer 19. Ruud var på prispallen efter deltävlingen i Innsbruck i Österrike 4 januari 1979. Han blev nummer två efter Pentti Kokkonen från Finland. Ruud vann nyårshoppningen i Garmisch-Partenkirchen 1982 och slutade tvåa totalt i Tysk-österrikiska backhopparveckan samma säsong, 36,0 poäng efter segraren Manfred Deckert från Östtyskland. 
Ruud tävlade i världscupen från första säsongen 1979/1980. Han deltog 11 säsonger i världscupen och blev som bäst nummer två totalt säsongen 1980/1981, 4 världscup-poäng efter Armin Kogler från Österrike. Ruud har 9 segrar i deltävlingar i världscupen. Den första kom i St. Moritz i Schweiz 27 februari 1980 och den sista i Cortina d’Ampezzo i Italien 8 januari 1985. Ruud vann tävlingen i Holmenkollbakken 1981 före Horst Bulau från Kanada och landsmannen Johan Sætre.
Ruud slutade sexa i individuella tävlingen i stor backe vid olympiska vinterspelen 1980 i Lake Placid i USA. Han var 28,0 poäng bak segrande Jouko Törmänen från Finland och 5,5 poäng från en bronsmedalj. I normalbacken blev han nummer 13.
Roger Ruud deltog i Skid-VM på hemmaplan i Oslo 1982. Han tävlade i normalbacken (Midtstubakken) och blev nummer 9. Under VM 1985 i Seefeld in Tirol i Österrike blev han nummer 35 i normalbacken.
Ruud blev norsk mästare i stora backen (1981) och två gånger i normalbacke (1982 och 1986). Han har även två silvermedaljer och fyra bronsmedaljer från norska mästerskapen. Han blev också norsk juniormästare mellan 1975 och 1978. 
Ruud avslutade sin aktiva backhoppningskarriär 1986.

## Övrigt
Roger Ruud vann också tre norska mästerskap i roadracing.
Han satt 30 dagar i fängelse för fortkörning.

## Fotnoter
1. ↑  Enger, Thomas. ”Stjernene det lukter svidd av” (på norska). Nettavisen. Arkiverad från originalet den 6 oktober 2012. https://web.archive.org/web/20121006044225/http://www.nettavisen.no/sport/article799231.ece. Läst 20 augusti 2009.